# Karl Bierwirth
Karl Bierwirth (Essen, 24 settembre 1907 – Bonn, 3 maggio 1955) è stato un sollevatore tedesco.
Partecipò all'edizione dei Giochi Olimpici di Amsterdam 1928, giungendo al settimo posto, a quattro edizioni dei campionati europei (1929, 1930, 1931 e 1933) nei pesi massimi leggeri, vincendo due medaglie di bronzo, e fu campione tedesco nel 1931. Nel 1932 si qualificò per i Giochi Olimpici di Los Angeles ma fu costretto a rinunciarvi perché non aveva il denaro necessario a pagare la trasferta negli Stati Uniti.
Terminata la carriera sportiva, divenne proprietario di un'azienda casearia. Scomparve all'età di 47 anni per un tumore cerebrale. Venne sepolto nel Südwestfriedhof della città natale.